# لوسيوباربوس أنتينوري
لوسيوباربوس أنتينوري، المعروفة شائعًا باسم الشبوط التونسي أو شبوط شط الجريد، كانت نوعاً من أسماك الشوزن الزعنفية في عائلة القشريات. وجدت فقط في تونس، في بئر إرتوازي في شط الجريد وفطناسة ونفزاوة. موطنها الطبيعي هو الينابيع العذبة. كانت مهددة بسبب استخراج المياه، وكانت البيانات حول وضعها قبل انقراضها غير كافية حيث كانت آخر مرة تم تسجيلها في عام 1989. فشلت الدراسات الاستقصائية في عامي 2010 و 2011 في العثور على النوع، وذكر السكان المحليون أنهم كانوا يصادفون السمكة في الماضي، ومع ذلك لم يعد يُشاهَد من قبلهم. التصنيف الطبي والنظامي لأسماك الشبوط في المغرب العربي قيد النزاع الكبير. يعتبر بعض الكتاب النوع L. antinorii نوعًا مستقلًا، بينما يضم البعض الآخر النوع الى الشبوط الجزائري (لوسيوباربوس كالنسيس).